# Jean Tigana
Jean Amadou Tigana (* 23. červen 1955, Bamako) je bývalý francouzský fotbalista narozený v Mali. Hrál na postu záložníka.
S francouzskou reprezentací vyhrál mistrovství Evropy roku 1984 (Tigana v all-stars týmu turnaje), získal bronzovou medaili na mistrovství světa roku 1986 (i zde v all-stars) a hrál i na světovém šampionátu roku 1982, kde Francie skončila na čtvrtém místě. Celkem za národní tým odehrál 52 utkání a vstřelil jeden gól.
Roku 1984 byl časopisem France Football vyhlášen nejlepším fotbalistou Francie. V anketě Zlatý míč, která hledala nejlepšího fotbalistu Evropy, se ve stejném roce umístil na druhém místě.
Po skončení hráčské kariéry se stal trenérem.